# ليزا تشنغ (لغوية)
ليزا تشنغ هي لغوية صينية، ولدت في 1962.